# Green Day: Rock Band
Green Day: Rock Band é um jogo de videogame desenvolvido pela Harmonix, publicado pela MTV Games e distribuído por Electronic Arts. É o quinto jogo da série Rock Band inspirado na banda de punk rock Green Day.
Em dezembro de 2022, a Epic Games – proprietária dos estúdios Harmonix desde 2021 – anunciou que os servidores e todos os serviços online seriam desligados em 24 de janeiro de 2023.

## Locais
O jogo tem 3 diferentes locais para tocar. O primeiro, chamado "The Warehouse", é uma casa de shows fictícia que representam as casas de shows onde o Green Day tocou nos primeiros anos da carreira, como o Gilman St. O segundo local, o "Milton Keynes" é uma réplica do palco onde foi gravado o DVD Bullet in a Bible, em 2005. O último local, o "The Fox Theater" é uma casa de shows de Oakland, Califórnia, onde o Green Day fez um dos seus shows secretos divulgando o seu último trabalho, 21st Century Breakdown, em 2009.

## Lista de músicas
| Ano  | Título                              | Álbum                  | Local               |
| ---- | ----------------------------------- | ---------------------- | ------------------- |
| 2009 | "21st Century Breakdown"            | 21st Century Breakdown | Fox Oakland Theatre |
| 2004 | "American Idiot"                    | American Idiot         | Milton Keynes       |
| 2009 | "American Eulogy"                   | 21st Century Breakdown | Fox Oakland Theatre |
| 2004 | "Are We the Waiting/St. Jimmy"      | American Idiot         | Milton Keynes       |
| 1994 | "Basket Case"                       | Dookie                 | The Warehouse       |
| 2009 | "Before the Lobotomy"               | 21st Century Breakdown | Fox Oakland Theatre |
| 2004 | "Boulevard of Broken Dreams"        | American Idiot         | Milton Keynes       |
| 1995 | "Brain Stew/Jaded"                  | Insomniac              | Milton Keynes       |
| 1994 | "Burnout"                           | Dookie                 | The Warehouse       |
| 1994 | "Chump"                             | Dookie                 | The Warehouse       |
| 1994 | "Coming Clean"                      | Dookie                 | The Warehouse       |
| 1994 | "Emenius Sleepus"                   | Dookie                 | The Warehouse       |
| 2004 | "Extraordinary Girl"                | American Idiot         | Milton Keynes       |
| 1994 | "F.O.D."                            | Dookie                 | The Warehouse       |
| 1995 | "Geek Stink Breath"                 | Insomniac              | Milton Keynes       |
| 2004 | "Give Me Novacaine/She's A Rebel"   | American Idiot         | Milton Keynes       |
| 1997 | "Good Riddance (Time of Your Life)" | Nimrod                 | Milton Keynes       |
| 1994 | "Having a Blast"                    | Dookie                 | The Warehouse       |
| 1997 | "Hitchin' a Ride"                   | Nimrod                 | Milton Keynes       |
| 2004 | "Holiday"                           | American Idiot         | Milton Keynes       |
| 2004 | "Homecoming"                        | American Idiot         | Milton Keynes       |
| 2009 | "Horseshoes and Handgrenades"       | 21st Century Breakdown | Fox Oakland Theatre |
| 1994 | "In The End"                        | Dookie                 | The Warehouse       |
| 2004 | "Jesus of Suburbia"                 | American Idiot         | Milton Keynes       |
| 2009 | "Last Night on Earth"               | 21st Century Breakdown | Fox Oakland Theatre |
| 2004 | "Letterbomb"                        | American Idiot         | Milton Keynes       |
| 1994 | "Longview"                          | Dookie                 | The Warehouse       |
| 2000 | "Minority"                          | Warning                | Milton Keynes       |
| 2009 | "Murder City"                       | 21st Century Breakdown | Fox Oakland Theatre |
| 1997 | "Nice Guys Finish Last"             | Nimrod                 | Milton Keynes       |
| 2009 | "Peacemaker"                        | 21st Century Breakdown | Fox Oakland Theatre |
| 1994 | "Pulling Teeth"                     | Dookie                 | The Warehouse       |
| 2009 | "Restless Heart Syndrome"           | 21st Century Breakdown | Fox Oakland Theatre |
| 1994 | "Sassafras Roots"                   | Dookie                 | The Warehouse       |
| 2009 | "See the Light"                     | 21st Century Breakdown | Fox Oakland Theatre |
| 1994 | "She"                               | Dookie                 | The Warehouse       |
| 2009 | "Song of the Century"               | 21st Century Breakdown | Fox Oakland Theatre |
| 2009 | "The Static Age"                    | 21st Century Breakdown | Fox Oakland Theatre |
| 2009 | "¿Viva La Gloria?"                  | 21st Century Breakdown | Fox Oakland Theatre |
| 2004 | "Wake Me Up When September Ends"    | American Idiot         | Milton Keynes       |
| 2000 | "Warning"                           | Warning                | Milton Keynes       |
| 1994 | "Welcome to Paradise"               | Dookie                 | The Warehouse       |
| 2004 | "Whatsername"                       | American Idiot         | Milton Keynes       |
| 1994 | "When I Come Around"                | Dookie                 | The Warehouse       |

## Conteudo para Download
As músicas abaixo foram lançadas antes do projeto inicial do jogo, por isso, estão disponíveis para download da loja virtual do Rock Band 2. Todas essas músicas se passam no "The Fox Theater, Oakland". Para PlayStation 3 e xBox 360 essas músicas vêm com o jogo na edição Green Day Rock Band Plus.
| Ano  | Título                       | Álbum                  | Data de lançamento |
| ---- | ---------------------------- | ---------------------- | ------------------ |
| 2009 | "21 Guns"                    | 21st Century Breakdown | July 9, 2009       |
| 2009 | "Christian's Inferno"        | 21st Century Breakdown | Dec. 15, 2009      |
| 2009 | "East Jesus Nowhere"         | 21st Century Breakdown | July 9, 2009       |
| 2009 | "Know Your Enemy"            | 21st Century Breakdown | July 9, 2009       |
| 2009 | "Last of the American Girls" | 21st Century Breakdown | Dec. 15, 2009      |
| 2009 | "¡Viva La Gloria!"           | 21st Century Breakdown | Dec. 15, 2009      |